# Ромоос
Ромоос (нім. Romoos) — громада  в Швейцарії в кантоні Люцерн, виборчий округ Ентлебух.

## Географія
Громада розташована на відстані близько 45 км на схід від Берна, 22 км на захід від Люцерна.
Ромоос має площу 37,4 км², з яких на 2,1% дозволяється будівництво (житлове та будівництво доріг), 35,8% використовуються в сільськогосподарських цілях, 60,8% зайнято лісами, 1,3% не є продуктивними (річки, льодовики або гори).

## Демографія
2019 року в громаді мешкало 659 осіб (-5,5% порівняно з 2010 роком), іноземців було 2,6%. Густота населення становила 18 осіб/км².
За віковим діапазоном населення розподілялося таким чином: 22% — особи молодші 20 років, 59,8% — особи у віці 20—64 років, 18,2% — особи у віці 65 років та старші. Було 253 помешкань (у середньому 2,5 особи в помешканні).
Із загальної кількості 304 працюючих 193 було зайнятих в первинному секторі, 47 — в обробній промисловості, 64 — в галузі послуг.